# Brasão de Mato Grosso
O  Brasão de Mato Grosso é o emblema heráldico e um dos símbolos oficias do estado brasileiro de Mato Grosso, conforme o artigo 19 da constituição estadual.

## História
O brasão do estado de Mato Grosso foi instituído pela resolução nº 799 de 14 de agosto de 1918, por iniciativa do governador Dom Francisco de Aquino Correia. Posteriormente, o decreto nº 5.003 de 1994 especificou as cores da feitura do brasão, mantendo a descrição heráldica original de 1918.

## Descrição heráldica
Assim é descrito o brasão, conforme artigo 1º da resolução nº 799/1918 (e reproduzida no art. 1º do decreto nº 5.003/1994):

"Art. 1°. O Brasão d'Armas do Estado de Mato Grosso compõe-se de um escudo em estilo português, isto é com a ponta redonda, ocupada por um campo de sinople, sobre o qual assenta lado a lado, um morro de ouro com dois cabeços, sendo um no centro do escudo, e outro um pouco mais abaixo, para a sinistra do mesmo. O resto do escudo é um céu de blau, sobre o qual domina, em chefe, a peça heráldica ultimamente consagrada no Brasão da Cidade de São Paulo, como símbolo do bandeirante, símbolo este que consiste em um braço armado a empunhar uma bandeira com a flâmula quadridentada e ornada com a Cruz da Ordem de Cristo, tudo de prata, exceto a cruz que é de goles. O escudo tem por timbre uma fênix de ouro a renascer da sua imortalidade ou fogueira de goles, e por suporte dois ramos floridos, um de seringueira e outro de erva-mate, enlaçados na base por uma fita que traz a legenda: "Virtute Plusquam Auro"

A descrição do brasão é complementada pelo artigo 2º do decreto nº 5.003/1994:

Art.2°. A feitura do Brasão de Armas do Estado de Mato Grosso, além das contidas na Resolução nº 799/1918, supra descrita, deverá atender as seguintes disposições:
I - o escudo em estilo português será confeccionado na cor azul do céu de blau, com sua ponta redonda em verde sinople com o morro em amarelo ouro;
II - o braço armado, peça heráldica, símbolo do bandeirante, na cor prata;
III - a Cruz da Ordem de Cristo, no meio da flâmula quadridentada, em goles, ou seja, vermelho róseo;
IV - o timbre do escudo, a fênix com a cabeça voltada a sua (dela) direita, na côr amarela ouro, com sua fogueira em vermelho róseo ou goles;
V - os dois ramos floridos, um de seringueira, à direita, e outro de erva-mate, em suas cores naturais, ou seja o ramo na cor marrom, as folhas verdes e as flores brancas;
VI - por último, a fita que enlaça os ramos da cor vermelha, com a legenda em dourado, cor esta que envolve o escudo português e a fita da legenda.